# 喜びの湖
喜びの湖(Lacus Gaudii)は、Terra Niviumにある小さな月の海である。この湖の月面座標は、北緯16.2°、東経12.6°で、直径は113kmである。